# Ivan Zajc
Ivan Dragutin Stjepan Zajc, wł. Giovanni Zaytz (ur. 3 sierpnia 1832 w Rijece, zm. 16 grudnia 1914 w Zagrzebiu) – chorwacki kompozytor operowy i dyrygent. 

## Życiorys
Syn dyrygenta wojskowego pochodzenia czeskiego. Studiował w Konserwatorium Mediolańskim. W latach 1855–1862 był dyrygentem Teatru Miejskiego w rodzinnej Rijece, dla którego pisał włoskie opery. Po przeprowadzce do Wiednia rozpoczął karierę kompozytora operetkowego. W 1870 roku został dyrygentem zespołu operowego w otwartym w Zagrzebiu chorwackim Teatrze Narodowym, na użytek którego pisał wielkie opery historyczne, tworzące zrąb narodowego repertuaru. Jego imię nosi Teatr w Rijece.
Tworzył również kompozycje o przesłaniu religijnym, m.in. oratorium Oče naš (1897), msze i pieśni.

## Dzieła

### Opery
- La Tirolese (pol. Tyrolanka), 1855
- Amelia ossia il Bandito (pol. Amelia albo zbójca), 1860
- Mislav (pol. Mysław), 1870
- Ban Leget (pol. Namiestnik Leget), 1872
- Nikola Šubić Zrinjski (pol. Mikołaj Szubicz Zriński), 1876
- Lizinka (pol. Lezginka), 1878
- Pan Twardowski, 1880
- Gospođe i husari (pol. Damy i huzary według Aleksandra Fredry), 1880
- Armida, 1896

### Operetki
- I Funeralni del Carnevale (pol. Pogrzeb karnawału), 1862
- Mannschaft an Bord  (pol. Załoga okrętu, polska premiera: Lwów 1866), 1863
- Der Raub der Sabinerinner (pol. Porwanie Sabinek), 1870
- Afrodita, 1888